# Спектрограма

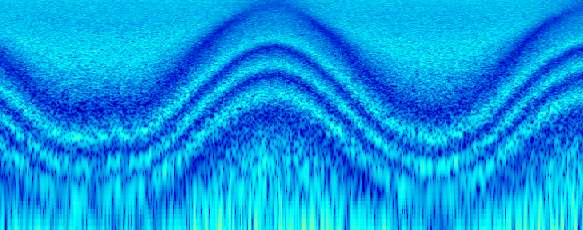
Спектрограма 8-stage фейзера модульованого синусоїдальним низькочастотним сигналом, застосованим до білого шуму.

Спектрограма – це візуальне зображення  спектра частот сигналу в часі. Спектрограми використовуються для ідентифікації та обробки мовлення, аналізу звуків тварин, у різноманітних сферах музики, радіо- та гідролокації, сейсмології та інших областях. При застосуванні до звукового сигналу спектрограми іноді називають сонографами, голосовими відбитками або голосограмами. Коли дані представлені в тривимірному графіку, вони можуть називатися водоспадами.

### Подання
Найбільш поширеним поданням спектрограми є двовимірна діаграма: на горизонтальній осі представлено час, вертикальної осі - частота; третій вимір із зазначенням амплітуди на певній частоті в конкретний момент часу представлено інтенсивністю або кольором кожної точки зображення.

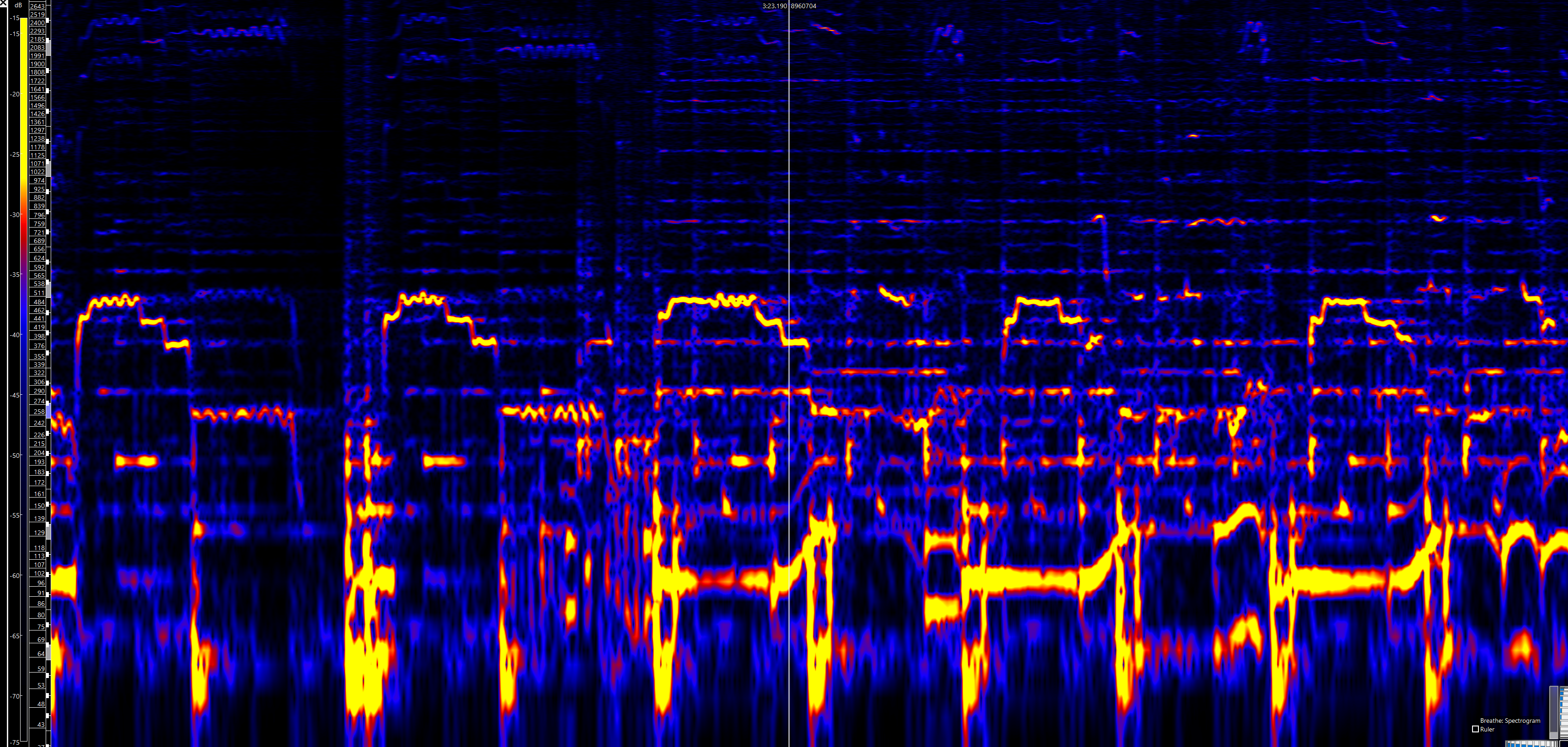
Двовимірна спектрограма дихання

Є багато варіантів подання: іноді вертикальна та горизонтальна осі включені так, що час біжить вгору та вниз, іноді амплітуда представлена вершинами у тривимірному просторі, а не кольором чи інтенсивністю. Частота та амплітуда осей можуть бути лінійними чи логарифмічними, залежно від того, з якою метою використовується графік. Аудіо зазвичай може бути представлено з логарифмічною віссю амплітуди (часто в децибелах або дБ), і частота буде лінійною, щоб підкреслити гармонійні відношення, або логарифмічної, щоб підкреслити музичні, тональні відношення.

### Формування
Спектрограма зазвичай створюється одним із двох способів: апроксимується як набір фільтрів, отриманих із серії смугових фільтрів (це був єдиний спосіб до появи сучасних методів цифрової обробки сигналів), або розраховується за сигналом часу, використовуючи віконне або швидке перетворення Фур'є. Ці два способи фактично утворюють різні квадратичні частотно-тимчасові розподіли, але еквівалентні за певних умов.
Метод смугових фільтрів зазвичай використовують в аналоговій обробці для поділу вхідного сигналу на частотні діапазони.
Створення спектрограм за допомогою віконного перетворення Фур'є зазвичай виконується методами цифрової обробки. Проводиться цифрова вибірка даних у часовій області. Сигнал розбивається на частини, які зазвичай перекриваються, і потім проводиться перетворення Фур'є, щоб розрахувати величину частотного спектра для кожної частини. Кожна частина відповідає вертикальній лінії на зображенні – значення амплітуди в залежності від частоти у кожний момент часу. Спектри або часові графіки розташовуються поруч на зображенні чи тривимірній діаграмі.
Спектрограма сигналу s(t) може бути оцінена шляхом обчислення квадрата амплітуди віконного перетворення Фур'є сигналу s(t), таким чином:
{\displaystyle sepectrogram(t,\omega )=|STFT(t,\omega )|^{2}}